# Cedariver
Das Naturschutzgebiet Cedariver (ehem. Baker Reservation) umfasst eine Fläche von insgesamt 55 Acres (22,3 ha) entlang des Charles River. Es befindet sich bei der Stadt Millis im Bundesstaat Massachusetts der Vereinigten Staaten und wird von der Organisation The Trustees of Reservations verwaltet.

## Geschichte
Die Familie Baker betrieb an dieser Stelle von 1939 bis in die 1970er Jahre einen kleinen Bauernhof. Polly Baker sorgte nach Einstellung des Betriebs dafür, dass das Land konserviert wurde. Als sie im Jahr 2002 im Alter von 94 Jahren starb, übereignete sie das Grundstück sowie die darauf befindlichen Bauwerke im Rahmen ihres Erbes an die Trustees of Reservations, weshalb das Schutzgebiet ursprünglich den Namen Baker Reservation trug. Weitere Teilbereiche folgten 2004 durch Schenkungen der Familie Baker, woraufhin das Gebiet in Cedariver umbenannt wurde.

## Schutzgebiet
Das heutige aus Freiflächen, bewaldeten Abschnitten und Wegen entlang des Charles River bestehende Schutzgebiet in der Metropolregion Greater Boston bietet ca. 1 mi (1,6 km) Wanderwege entlang des Flussufers und bildet nur einen kleinen Bestandteil von mehreren, insgesamt eine Fläche von mehr als 500 Acres (2 km²) umfassenden Naturschutzgebieten auf dem Gebiet der Stadt Millis. Es dient vorwiegend dem Naturschutz und ist unter anderem Heimat für Rotschwanzbussarde, Truthühner und Hirsche sowie Goldruten, Eupatorieae und der Schwarzäugigen Susanne. Zugleich bildet es einen Teil des Flutregulierungssystems des United States Army Corps of Engineers. Das Schutzgebiet ist kostenfrei zugänglich.